# پایمیوت (آلاسکا)
پایمیوت (به انگلیسی: Paimiut) شهرکی در ناحیه سرشماری وید همپتون، آلاسکا ایالت آلاسکا است که جمعیت آن در سرشماری سال ۲۰۰۰ میلادی ۲ نفر بوده‌است.